# Hakone Tozan Railway
Pour les articles homonymes, voir Hakone (homonymie).
Hakone Tozan Railway Co., Ltd. (箱根登山鉄道株式会社, Hakone Tozan Tetsudō Kabushiki-gaisha) est une compagnie privée de transport dans la région de Hakone au Japon. Elle fait partie du Groupe Odakyū.

## Lignes

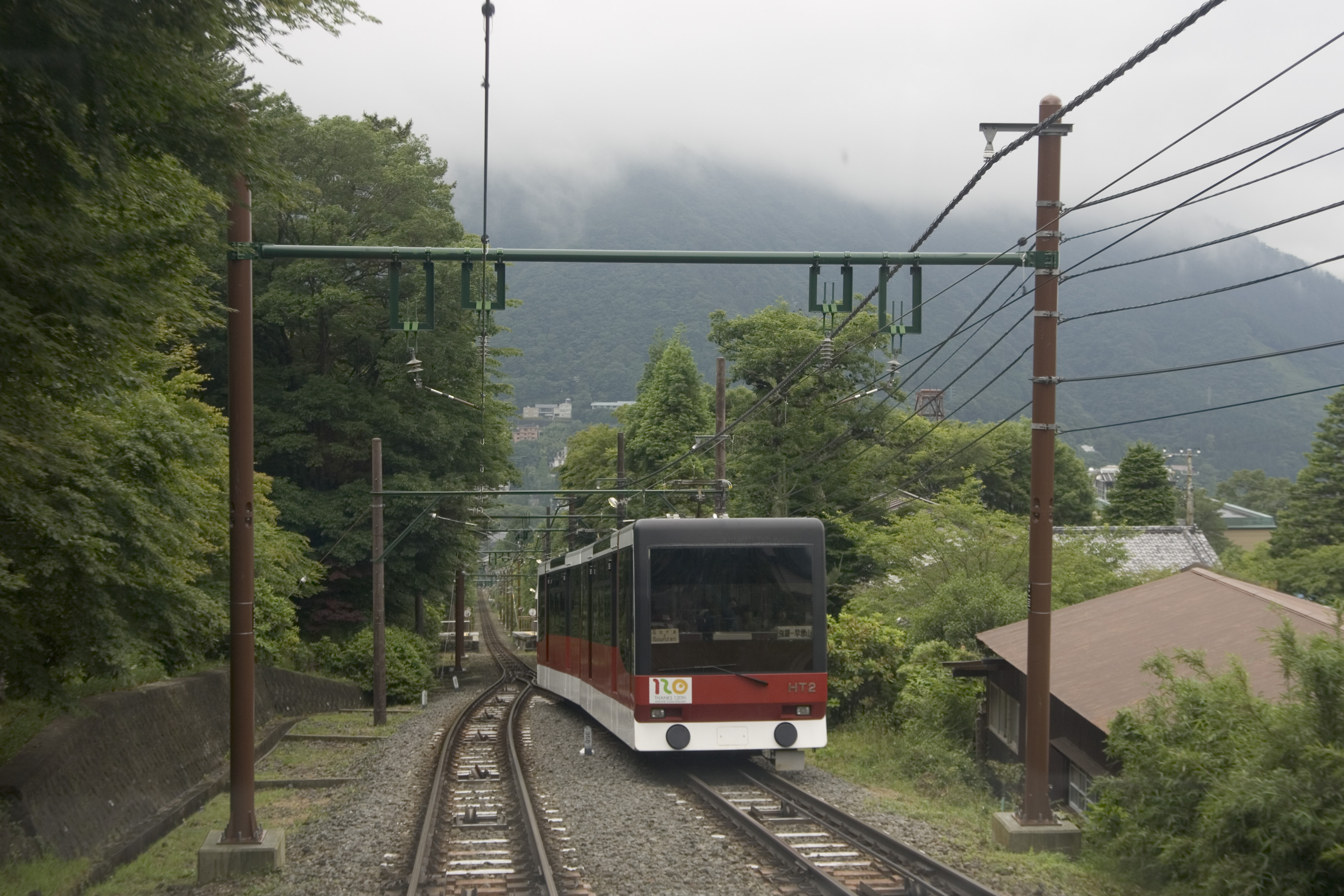
Funiculaire Hakone Tozan

Plan des lignes.

La compagnie gère les lignes suivantes :
- Ligne Hakone Tozan[2] : ligne de train reliant Odawara à Gōra.
- Funiculaire Hakone Tozan[2] : funiculaire reliant Gōra à Sōunzan.
- Bus Hakone Tozan[3] : service de bus desservant la région de Hakone, notamment Odawara, Hakone-Yumoto, Gotenba et Numazu, avec des liaisons vers Tokyo. Le cœur du réseau reste cependant la gare de Hakone-Yumoto. Les lignes desservent les lieux touristiques majeurs (musées, onsens, parcs, etc.) de la région.
- Les croisières Hakone-Kankosen, desservant Hakonemachi, Moto-Hakone et Tōgendai (connexion possible avec le funitel de Hakone). La compagnie gère 4 bateaux, de style différent[4] :
  - Le Vasa, inspiré d'un vaisseau de la marine suédoise de Gustave Ier Vasa du XVIIe.
  - Le Royal, inspiré du Soleil Royal de la marine française du XVIIe.
  - Le Frontier, inspiré des bateaux à vapeur du XIXe sur le Mississippi.
  - Le Victory, entré en service en 2007, inspiré du HMS Victory de la Royal Navy du XVIIIe.

## Jumelage
La compagnie est jumelée avec les Chemins de fer rhétiques.